# Gebsattelstraße
Die Gebsattelstraße ist eine Innerortsstraße im Stadtbezirk Au-Haidhausen (Nr. 5) von München.

## Verlauf
Die Straße beginnt in der Unteren Au am Mariahilfplatz in Fortsetzung der von der Corneliusbrücke über die Isar kommenden Schweigerstraße, quert vor der Hangkante den in einem offenen Bett fließenden Auer Mühlbach, steigt über das westliche Isarhochufer an zur Oberen Au und verläuft dort bis zum Zita-Zehner-Platz, an dem sie in die Auerfeldstraße übergeht, deren Fortsetzung die Orleansstraße zum Ostbahnhof ist.

## Öffentlicher Verkehr
Die Straße wird von der Metrobuslinie 62 der Münchner Verkehrsgesellschaft (MVG) erschlossen.

## Namensgeber
Die Straße ist nach dem ersten Erzbischof von München und Freising Lothar Anselm von Gebsattel (1761 bis 1846) benannt.

## Charakteristik

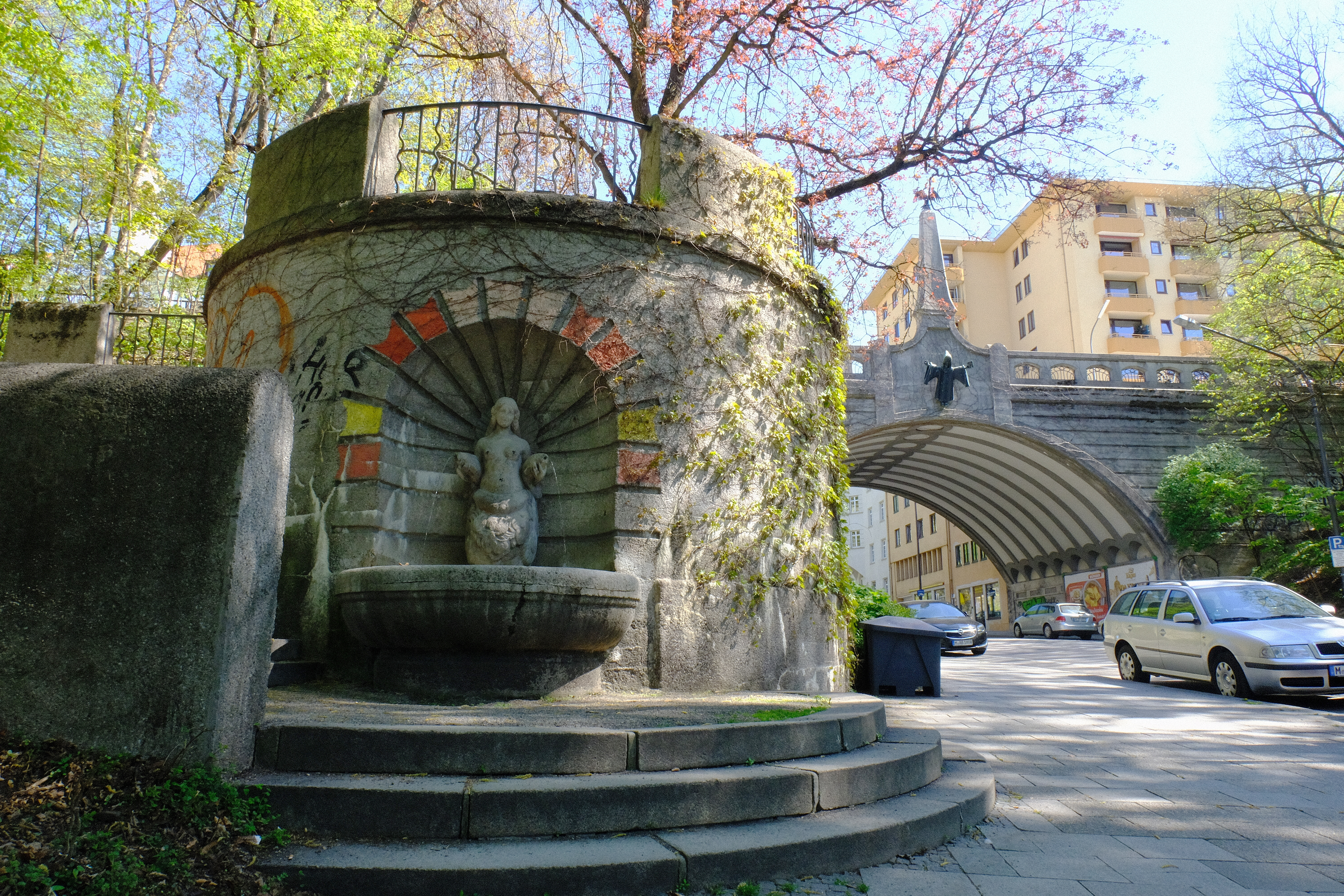
Gebsattelbrücke mit Brunnen am nördlichen Aufgang, rechts die Gebsattelstraße

Die Straße verbindet die Untere Au mit der Oberen Au. Am westlichen Isarhochufer ist auf der 1901 nach Plänen von Theodor Fischer errichtete Gebsattelbrücke (Denkmalliste D-1-62-000-2055) die Hochstraße über sie hinweggeführt. Auf der Gebsattelstraße fanden ab 1948 Seifenkistenrennen statt.

## Denkmalgeschützte Bauwerke

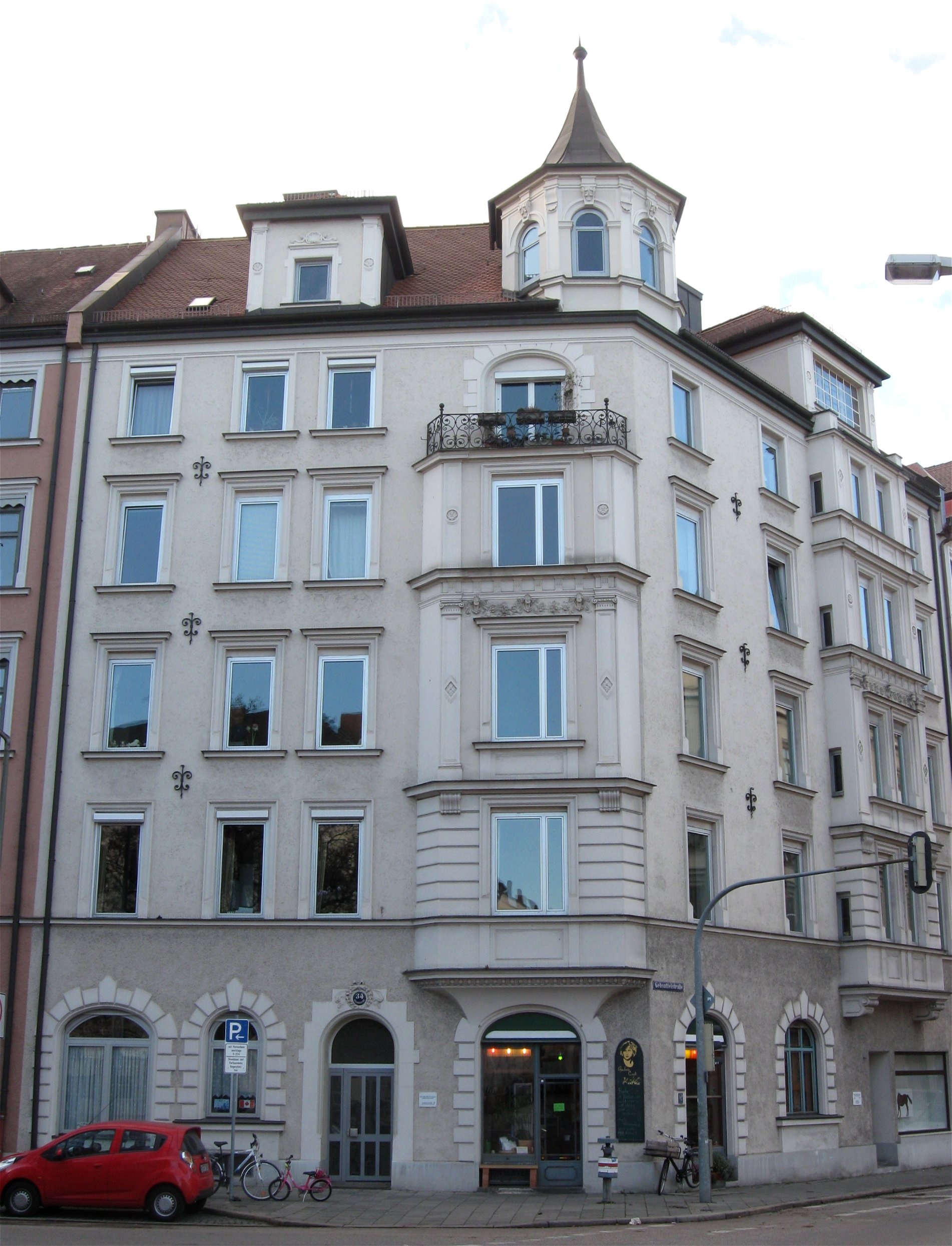
Gebsattelstraße 34

- Hausnr. 4/6/8/10/12/14/16/18/20/22: Wohnanlage, dreiflügelig, in münchnerischer Abwandlung der Neuen Sachlichkeit, 1927 von Emil Wolf; in städtebaulich prominenter Lage. Zugehörig: Regerplatz 7/8/9 (Denkmalliste D-1-62-000-2056)
- Hausnr. 11: Mietshaus, deutsche Renaissance, mit Stuckdekor am Erker, um 1890/1900; vereinfacht (Denkmalliste D-1-62-000-2057)
- Hausnr. 13: Mietshaus, Neurenaissance, um 1890 (Denkmalliste D-1-62-000-2059)
- Hausnr. 15: Mietshaus, Eckbau in deutscher Renaissance mit barocken Anklängen, mit Erker und hohem Giebel, um 1900 (Denkmalliste D-1-62-000-2061)
- Hausnr. 28: Mietshaus, deutsche Renaissance, reich gegliedert und stuckiert, um 1900 (Denkmalliste D-1-62-000-2063)
- Hausnr. 30: Mietshaus, Neurenaissance, mit Stuckdekor am Erker, 1899 (Denkmalliste D-1-62-000-2064)
- Hausnr. 32: Mietshaus, deutsche Renaissance, mit zwei Erkern und Stuckdekor, bezeichnet 1899 (Denkmalliste D-1-62-000-2065)
- Hausnr. 34: Mietshaus, malerischer Eckbau in deutscher Renaissance, mit Eckturm und zwei Erkern, reich gegliedert, 1899–1900 von Adolf Seiffhart; Gruppe mit Drächslstraße 7 (Denkmalliste D-1-62-000-2066)

## Brunnen
- Brunnenweibchen am Aufgang zur Gebsattelbrücke, 1908 von Philipp Widmer

## Öffentliche Einrichtungen in der Nähe

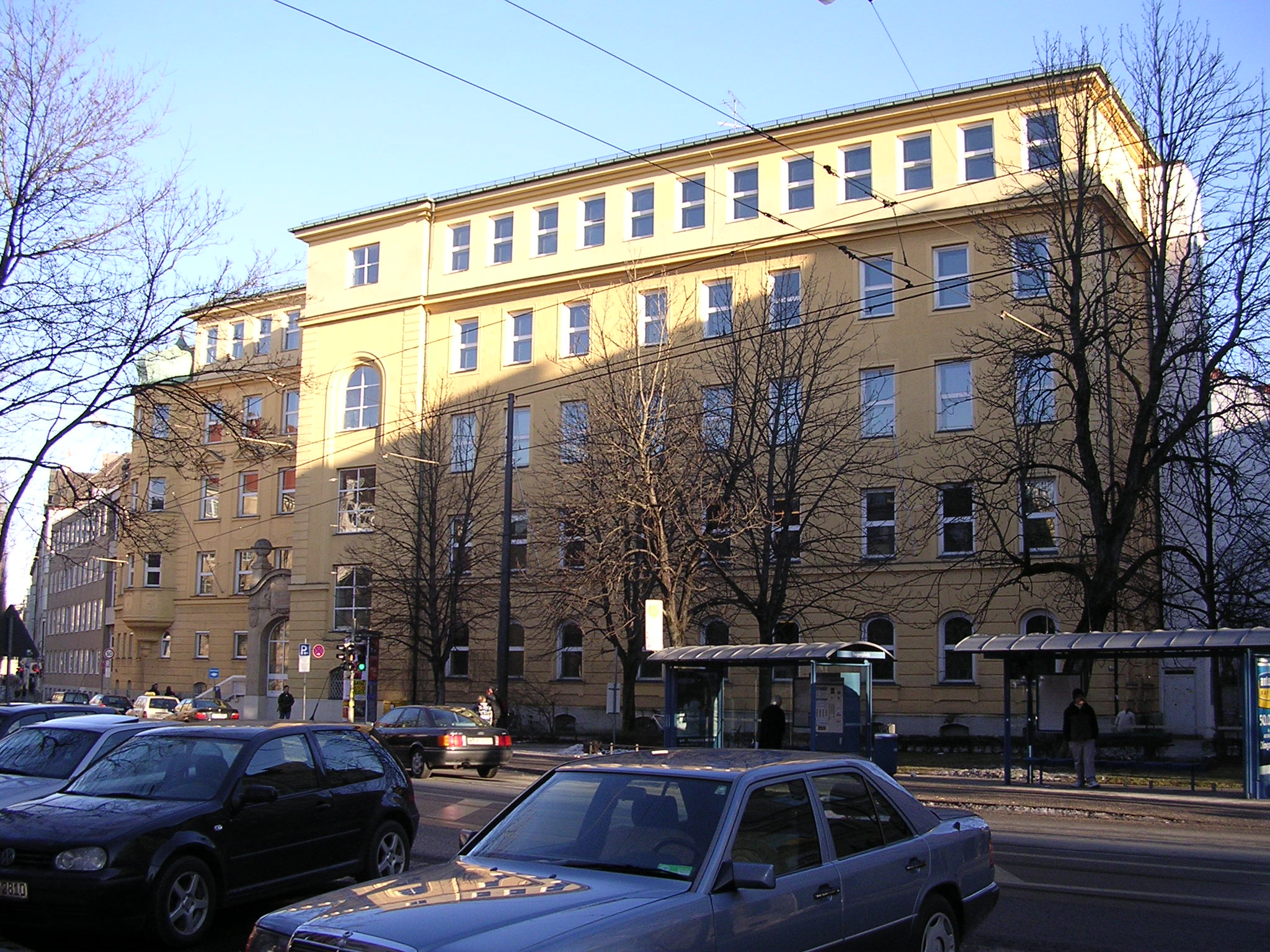
Maria-Theresia-Gymnasium

- Grund- und Mittelschule an der Hochstraße
- Maria-Theresia-Gymnasium, Regerplatz 1